# Cantonul Boussières
Cantonul Boussières este un canton din arondismentul Besançon, departamentul Doubs, regiunea Franche-Comté, Franța.

## Comune
- Abbans-Dessous
- Abbans-Dessus
- Avanne-Aveney
- Boussières (reședință)
- Busy
- Byans-sur-Doubs
- Grandfontaine
- Larnod
- Montferrand-le-Château
- Osselle
- Pugey
- Rancenay
- Roset-Fluans
- Routelle
- Saint-Vit
- Thoraise
- Torpes
- Velesmes-Essarts
- Villars-Saint-Georges
- Vorges-les-Pins